# Premonitions Following an Evil Deed
Premonitions Following an Evil Deed (1995) es un filminuto o cineminuto del director David Lynch. En homenaje al cine por sus primeros cien años David Lynch es invitado a participar en el proyecto Lumière et Compagnie y realiza este cineminuto.
El filminuto fue realizado en un plano secuencia de una sola toma tal como eran las reglas que se pactaron con los diferentes cineastas para este trabajo. En la secuencia se ve a tres policías que encuentran el cuerpo de una joven en un campo. En casa hay una madre preocupada, en otra parte tres mujeres descansan en una habitación, una de ellas se levanta consternada, repentinamente una visión: vemos cuatro humanoides calvos vestidos de negro al parecer experimentando con una joven desnuda dentro de un estanque cilíndrico lleno de líquido, lo siguiente que vemos es que en la casa de los padres la policía toca a la puerta para notificar a la preocupada pareja.

## Ficha técnica
- Duración: 52 segundos
- Blanco y negro
- País: Estados Unidos
- Director: David Lynch

## Reparto
- Michele Carlyle
- Jeffe Alperi
- Stan Lothridge
- Russ Pearlman

- Datos: Q9062441